# Lockheed Martin A2100
Der A2100 ist ein Satellitenbus für Kommunikationssatelliten in geostationären Umlaufbahnen, der von Lockheed Martin hergestellt und vertrieben wird.
Der A2100 ist kompatibel mit Trägerraketen vom Typ Atlas III, Atlas V, Delta IV, Ariane 4, Ariane 5, Proton, Zenit (auch Sea Launch) und Langer Marsch. Der Erststart dieses Designs fand am 8. September 1996 statt, hierbei wurde der Satellit AMC-1 der GE Americom (heute SES Americom) in eine Umlaufbahn gebracht. Entwickelt wurde es von einem Team der Skunk Works genannten Forschungsabteilung von Lockheed Martin.
Vom A2100 existieren vier zivile und eine militärische Variante, die eine Startmasse zwischen 2.800 und 6.600 kg ermöglichen. Die Varianten unterscheiden sich in den Abmessungen sowie in der elektrischen Leistung, diese liegt zwischen 1 und 15 kW. Die Kosten für die Grundversion A2100A belaufen sich auf etwa 100 Millionen US-Dollar, hierin sind die Startkosten nicht enthalten.
Bisher wurden 35 Satelliten auf Basis des A2100 gestartet, die größten Kunden sind SES S.A., JSAT Corporation, EchoStar und Telesat Canada.